# Българска работническа партия (комунисти, 2001)
 Тази статия е за партията създадена през 2001 г..  За коалиционния партньор в ОФ вижте Българска комунистическа партия.  
Българската работническа партия (комунисти) е комунистическа партия в Република България сформирана през 2001 година от членове, отцепили се от Комунистическа партия на България, поради преминаването и в Коалиция за България. На Парламентарните избори през 2001 година БРП (к) участва самостоятелно, печелейки 12 579 гласа, което е 0,28 % от гласовете. На Парламентарните избори през 2009 година БРП (к) има свои представители в листите на Българската лява коалиция. На Частичните местни избори през ноември 2009 година БРП (к) издига за свой кандидат за кмет на София Татяна Папазова. Ръководният орган в Партията е Секретариатът. Първи секретар е Иван Воденичарски. Печатният орган на БРП (к) е ежемесечният вестник „Искра“.